# Чмыр, Андрей Фёдорович
Андрей Фёдорович Чмыр (28.08.1937 — 12.10.2013) — советский и российский учёный-лесовод, член-корреспондент РАСХН (1997).

## Биография
Родился в с. Жовнино Черкасской области. Окончил Всесоюзный заочный лесотехнический институт (1963).
В 1964—1968 старший инженер Сергиевского леспромхоза Куйбышевского управления лесного хозяйства. В 1968—1994 в Ленинградской лесотехнической академии им. С. М. Кирова: аспирант, ассистент, старший преподаватель, доцент, профессор кафедры лесных культур.
В 1994—2003 директор, с 2004 г. — научный руководитель Санкт-Петербургского НИИ лесного хозяйства.
Научные интересы:
- проблемы восстановления еловых лесов таёжной зоны,
- плантационное выращиваниелесных плодовых кустарников (облепихи крушиновой, калины обыкновенной, рябины) ,
- реконструкция лиственных молодняков в равнинных лесах таёжной зоны.

Доктор биологических наук (1981), профессор (1983), член-корреспондент РАСХН (1997).
Заслуженный деятель науки Российской Федерации (2001).
Похоронен на Богословском кладбище Санкт-Петербурга.

## Основные работы
Опубликовал более 100 научных трудов, в том числе 35 книг и брошюр. Получил 2 авторских свидетельства на изобретения.
Книги:
- Защита природной среды / соавт.: Г. В. Бектобеков, В. П. Шлапак. — Киев: Либідь, 1994. — 240 с.
- Экология и культура облепихи / соавт. В. П. Бессчетнов; С.-Петерб. НИИ лесн. хоз-ва. — СПб., 1998. — 278 с.
- Методология лесоводственных исследований: учеб. пособие для студентов спец. 260400 «Лесн. и лесопарковое хоз-во» / соавт.: И. А. Маркова, С. Н. Сеннов; С.-Петерб. НИИ лесн. хоз-ва и др. — СПб., 2001. — 94 с.
- Плавная смена поколений еловых лесов бореальной зоны России / С.-Петерб. НИИ лесн. хоз-ва. — СПб., 2001. — 127 с.
- Структура и экология вторичных лиственных лесов на вырубках и их реконструкция / С.-Петерб. НИИ лесн. хоз-ва. — СПб., 2002. — 232 с.
- Экологические основы градостроительства / соавт.: А. А. Селиванов, М. Э. Алимирзаев. — СПб., 2006. — 131 с.
- Лесомелиорация приморских песков Запада и Севера России / соавт.: Л. А. Казаков и др. — СПб., 2009. — 212 с.